# Костянтинівська сільська рада (Новомиргородський район)
Костянти́нівська сільська́ ра́да — адміністративно-територіальна одиниця та орган місцевого самоврядування в Новомиргородському районі Кіровоградської області. Адміністративний центр — село Костянтинівка.

## Загальні відомості
- Територія ради: 16,01 км²
- Населення ради: 919 осіб (станом на 2001 рік)

## Населені пункти
Сільській раді підпорядковані населені пункти:
- с. Костянтинівка
- с. Ганнівка

## Склад ради
Рада складається з 12 депутатів та голови.
- Голова ради: Сажевський Володимир Іванович
- Секретар ради: Кравченко Надія Миколаївна

### Керівний склад попередніх скликань
| Прізвище, ім'я, по батькові   | Основні відомості                                                             | Дата обрання | Дата звільнення |
| ----------------------------- | ----------------------------------------------------------------------------- | ------------ | --------------- |
| Сажевський Володимир Іванович | Сільський голова, 1967 року народження, освіта загальна середня, безпартійний | 26.03.2006   | 31.10.2010      |
| Сажевський Володимир Іванович | Сільський голова, 1967 року народження, освіта загальна середня, безпартійний | 31.10.2010   | 25.10.2015      |
| Сажевський Володимир Іванович | Сільський голова, 1967 року народження, освіта загальна середня, безпартійний | 25.10.2015   |                 |

Примітка: таблиця складена за даними сайту Верховної Ради України та ЦВК

### Депутати VII скликання
За результатами місцевих виборів 2015 року депутатами ради стали:

#### За суб'єктами висування
| Суб'єкт висування | Кількість обраних депутатів | %      |
| ----------------- | --------------------------- | ------ |
| Самовисування     | 12                          | 100.00 |

#### За округами
| № округу | Прізвище, ім'я, по батькові  | Ким висунуто  | Дата нар.  | Освіта              | Партійна приналежність | Відомості                                                |
| -------- | ---------------------------- | ------------- | ---------- | ------------------- | ---------------------- | -------------------------------------------------------- |
| 1        | Шевела Валентина Миколаївна  | Самовисування | 24.05.1964 | вища                | безпартійна            | Сільська рада, бухгалтер                                 |
| 2        | Миколенко Тетяна Валеріївна  | Самовисування | 27.10.1988 | вища                | безпартійна            | КП "Новомиргородський новобуд", бухгалтер                |
| 3        | Бажан Віталій Вікторович     | Самовисування | 13.08.1988 | загальна середня    | безпартійний           | Новомиргородський РБК, відповідальний за пожежну безпеку |
| 4        | Кравченко Надія Миколаївна   | Самовисування | 26.02.1961 | загальна середня    | безпартійна            | Сільська рада, секретар                                  |
| 5        | Бажан Катерина Олександрівна | Самовисування | 09.06.1989 | загальна середня    | безпартійна            | Сільський клуб, завідувачка клубу                        |
| 6        | Щербина Ольга Федорівна      | Самовисування | 11.08.1969 | загальна середня    | безпартійна            | Тимчасово не працює                                      |
| 7        | Гаман Наталія Сергіївна      | Самовисування | 28.08.1977 | загальна середня    | безпартійна            | Тимчасово не працює                                      |
| 8        | Копотієнко Юрій Миколайович  | Самовисування | 08.10.1967 | вища                | безпартійний           | Підприємець                                              |
| 9        | Чуднова Галина Миколаївна    | Самовисування | 11.11.1959 | вища                | безпартійна            | Сільська бібліотека, завідувачка бібліотеки              |
| 10       | Пузанова Марина Анатоліївна  | Самовисування | 13.04.1994 | загальна середня    | безпартійна            | Тимчасово не працює                                      |
| 11       | Бурченко Наталія Вікторівна  | Самовисування | 10.02.1979 | загальна середня    | безпартійна            | Костянтинівський ФАП, медсестра                          |
| 12       | Гаман Валерій Вікторович     | Самовисування | 16.08.1984 | професійно-технічна | безпартійний           | Підприємець                                              |

## Населення
За переписом населення України 2001 року в селі мешкало 919 осіб.

### Мова
Розподіл населення за рідною мовою за даними перепису 2001 року:
| Мова       | Відсоток |
| ---------- | -------- |
| українська | 98,15 %  |
| російська  | 1,74 %   |
| білоруська | 0,11 %   |